# 一大会址・黄陂南路駅
座標: 北緯31度13分30秒 東経121度28分9秒 / 北緯31.22500度 東経121.46917度
一大会址・黄陂南路駅（いったいかいし・こうひなんろ-えき）は、中華人民共和国上海市黄浦区に位置する上海軌道交通1号線、14号線の駅である。

## 駅構造
島式ホーム1面2線（1号線）、対面式ホーム2面2線（14号線）の地下駅。

### のりば
※全ての路線において案内上ののりば番号は設定されていない。
| 番線                    | 路線   | 行先                           | 備考 |
| ----------------------- | ------ | ------------------------------ | ---- |
| 1号線ホーム（地下2階）  |        |                                |      |
| 西方面                  | 1号線  | 徐家匯・上海南駅・莘荘方面     |      |
| 東方面                  | 1号線  | 漢中路・上海火車駅・富錦路方面 |      |
| 14号線ホーム（地下2階） |        |                                |      |
| 西方面                  | 14号線 | 封浜方面                       |      |
| 東方面                  | 14号線 | 桂橋路方面                     |      |

## 駅周辺
- 中国共産党第一次全国代表大会会址
- 新天地
- 香港新世界大廈
- 中環広場
- 延中緑地
- 瑞安広場

## 歴史
- 1995年4月10日 - 黄陂南路駅として1号線の駅が開業。
- 2021年6月20日 - 一大会址・黄陂南路駅に改称[1]。
- 2021年12月30日 - 14号線開業[2]。

## 隣の駅
上海軌道交通
 1号線
陝西南路駅 - 一大会址・黄陂南路駅 - 人民広場駅
 14号線
静安寺駅 - 一大会址・黄陂南路駅 - 大世界駅